# Dérbi Limeirense
O Dérbi Limeirense, também chamado de LeGal ou GaLeão, como é conhecido o clássico municipal brasileiro das equipes futebolísticas de Limeira, São Paulo: a Associação Atlética Internacional e o Independente Futebol Clube.

## Descrição
Originada de um time da várzea, o "Barroquinha", a Internacional de Limeira foi fundada em 1913. O nome escolhido foi uma justa homenagem aos vários imigrantes radicados na cidade de Limeira. Por muitos anos, o derby da cidade reunia a Inter e o São João FC (que funde-se com o Gran Clube, surgindo o Gran São João em 1948). O Independente, fundado em 1944, perdurou muitos anos pelo amadorismo e se profissionalizou somente na década de 1970. Com a desistência do Gran São João pelo futebol profissional e a ascensão do Independente, Limeira vive um duelo que dura até o final da década de 1970, quando a Inter sobe para a Primeira Divisão Paulista. A partir daí, a cidade fica sem seu derby por quase 30 anos, voltando com tudo em 2007. Apesar de todos estes anos sem o famoso encontro, a rivalidade nunca esfriou. 
Em 2012 o encontro entre essas duas equipes foi no Campeonato Paulista da Série A3 2012, onde a partida acabou em 2-0 para a equipe do Independente.
Em 2013, foram mais três jogos, três empates. Um empate de 2-2 no Campeonato Paulista de Futebol de 2013 - Série A3 na primeira fase; e dois empates na Copa Paulista de Futebol de 2013 também na primeira fase; um 1-1 no Pradão e um 0-0 no Limeirão.

## Etimologia
Os apelidos do dérbi vem das iniciais de seus respectivos mascotes: o Galo (Independente) e o Leão (Internacional). Porém, o clássico tem duas denominações: os torcedores da Inter dizem "LeGal" (Leão x Galo) e os do Independente, "GaLeão" (Galo x Leão).